# Aspatharia marnoi
Aspatharia marnoi е вид мида от семейство Iridinidae.

## Разпространение
Видът е разпространен в Южен Судан.